# 周玉堂
周玉堂，SBS，MH（1945年11月17日—），香港新界政治人物，現任香港離島區議會當然議員、南丫島南段鄉事委員會主席及鄉議局議員，曾任離島區議會主席。

## 簡歷
周玉堂為南丫島榕樹下村原居民，在1945年出生於該島。周氏自小性格勤儉，上山下海幹活以幫補家計，並知道鄉村落後之苦。周氏在長大後，曾從事建築、行船、飲食等行業。1970年，他接替父親成為榕樹下村的村代表。其後，他在1982年的鄉事委員會選舉中，獲鄉親推舉為南丫島南段鄉事委員會主席，接替該會自創立而來一直連任二十餘年的主席陳伯業。
周玉堂在就任鄉事委員會主席及離島區議會議員兩職以來，積極為鄉民就缺乏設施及生活質素欠佳發聲。例如他曾在1982年向時任離島政務專員馮載祥表示，南丫島的鄉民在木棚的生活環境差劣，又促請當局盡快為南丫島提供食水供應，以及為青少年提供康體設施。其後，他所關注的問題仍未解決，尤其水務署仍然拒絕為南丫南的村落鋪設水管，在1984年時他又再呼籲港府關注離島居民的生活質素。1985年、1988年及1991年，周氏皆在沒有競爭對手及村代表與鄉村父老的支持下，繼續連任南丫島南段鄉事委員會主席一職，並成為離島區議會的當然議員。另外，他在1986年獲港府頒發榮譽勳章，以嘉許其為社區的貢獻。在1990年代及2000年代，周玉堂亦繼續蟬聯南丫島南段鄉事委員會主席的職位，並繼續擔任離島區議會的當然議員。
2011年2月，因林偉強在新任主席黃漢權派系佔優後，放棄角逐坪洲鄉事委員會主席，因而喪失離島當然區議員及離島區議會主席席位。其後，在2011年4月的主席補選中，周玉堂當選成為離島區議會主席。2014年，香港政府有意發展前南丫石礦場為綜合發展區，周玉堂支持該項計劃，認為能藉著發展改善南丫島醫療、消防、警力、商業及康樂設施不足的情況。2016年至2019年間，他與張永森以及蘇炤成都是碩果僅存的第一屆區議員，但周就是當中唯一完全沒有參與過直選而當選十次的區議員。
2019年區議會選舉，張永森不再尋求連任、蘇炤成被擊敗，令周玉堂成為最後一個於第一屆區議會連任至今的議員。2020年1月，新一屆離島區議會主席選舉中，鄉事派分裂為支持周玉堂及余漢坤兩人為主席，結果周氏在首輪選舉中僅獲四票，不敵余漢坤及梁國豪的七票落選，結束八年的主席任期。